# Adrian Hyland
Adrian Hyland (* 23. August 1954 in Camperdown (Victoria)) ist ein australischer Schriftsteller, der durch seine Kriminalromane aus dem australischen Outback bekannt wurde.

## Leben
Seine Kindheit verbrachte Adrian Hyland, Sohn von Tony Hyland und Ehefrau Molly, in Laverton, etwa 17 km südwestlich von Melbourne, wo sein Vater auf der damaligen Royal Australian Air Force Base tätig war. Hylands Vorfahren waren irischer Abstammung und siedelten etwa 1850 als Farmer in den westlichen Teil Victorias um. Der Vater von Ehefrau Molly, Hans Knorr, stammte aus Bamberg und kam während des Zweiten Weltkriegs als Kriegsgefangener nach Australien, wo er ein bekannter Bildhauer wurde.
Im westlich von Melbourne gelegenen Altona besuchte Hyland die Grundschule und die St Paul’s High School, an der er u. a. Latein und Griechisch lernte. Nach einem abgebrochenen Jurastudium an der Universität Melbourne in den Siebzigern wechselte er zu den Literaturwissenschaften und Sprachen (chinesisch, indonesisch, isländisch und altenglisch). Ab 1979, unmittelbar nach seinem Studium, arbeitete Hyland rund 10 Jahre im Outback der Northern Territories. Anfangs ging er Gelegenheitsjobs nach, später war er Koordinator einer Versorgungsstation und lebte in den Gemeinschaften der Warlpiri–, Alyawarre– und Warumungu–Aborigines.
Etwa ein halbes Dutzend Mal bereiste Hyland China, insgesamt rund zwei Jahre. 1985 studierte er dort zur Verbesserung seiner eigenen Sprachkenntnisse chinesisch, lehrte aber auch Englisch als Fremdsprache. Intensiver bereiste er den Nordwesten Chinas (Provinzen Qīnghǎi, Xinjiang und Tibet).
1990 kehrte Hyland nach Victoria zurück, ging jedoch immer wieder für kurzzeitige Jobs in die Northern Territories. Das Lehramtsstudium für die Sekundarstufen I und II schloss er 1993 ab. Nach einigen Jahren in der Erwachsenenbildung mit Aborigines (in Victoria) vervollständigte Hyland seine Lehramtsausbildung in 2000 mit dem Master of Education (M.Ed.).
Adrian Hyland lehrt bis heute (2013) als Teilzeitdozent internationalen Studierenden englische Sprache an der La Trobe-Universität in Melbourne und lebt mit seiner Frau Kristin und seinen beiden Töchtern Sally und Siena auf einem größeren ländlichen Anwesen in St Andrews (Victoria), 36 km nordöstlich vom Melbourner Zentrum gelegen.
Mit Hylands erfolgreichem ersten Roman Diamond Dove (dt. Outback Bastard) schuf er seine Serienheldin und Protagonistin Emily Tempest, Tochter eines Weißen und einer Aborigine. Sie kehrt nach Schule, Studium und längeren Reisen rund um die Welt in ihre alte Heimat nach Moonlight Downs zurück. Dort sieht sie sich mit den Problemen von Kriminalität, Alkohol und Gewalt der Bewohner konfrontiert.

## Auszeichnungen
- 2007 Ned Kelly Award – Kategorie Best First Novel für Diamond Dove[5] (dt. Outback Bastard. Suhrkamp, Frankfurt/M. 2009)

## Kriminalromane

### Emily Tempest-Serie
- 2006 Diamond Dove[5] (Outback Bastard; dt. von Peter Torberg.  Suhrkamp, Frankfurt/M. 2009)[6]
- 2010 Gunshot Road (Kaltes Feuer; dt. von Peter Torberg. Suhrkamp, Frankfurt/M. 2010)

### Einzelwerke
- 2021 Canticle Creek (Ultimo Press, Sydney/Australien)

### Sonstige
- 2011 Kinglake 350 (Biografie)

## Nachweise und Anmerkungen
1. ↑  Die persönlichen Details stammen aus Mails von A. Hyland vom 3. und 13. Januar 2011
2. ↑  vgl. Focus vom 1. September 2009
3. ↑  vgl. Interview mit Scene of Crime vom 7. Mai 2010 (englisch)
4. ↑  Lehrkörper des englischen Sprachprogramms an der La Tobe-Universität (Memento vom 18. März 2011 im Internet Archive)
5. 1 2  In den USA und Großbritannien als Moonlight Downs
6. ↑  Ausführliche Rezension auf Krimi-Couch

| Personendaten    | Personendaten                     |
| ---------------- | --------------------------------- |
| NAME             | Hyland, Adrian                    |
| KURZBESCHREIBUNG | australischer Schriftsteller      |
| GEBURTSDATUM     | 23. August 1954                   |
| GEBURTSORT       | Camperdown (Victoria), Australien |